# 쿵푸 팬더 3
《쿵푸 팬더 3》는 미국의 애니메이션 영화로 쿵푸 팬더 시리즈의 3번째 영화이다.

## 줄거리
정신계에서 우그웨이 대사부는 다른 모든 죽은 쿵푸 대사부들의 기를 훔친 카이 장군과 싸운다. 카이가 우그웨이의 기를 훔치려 하자, 우그웨이는 카이에게 누군가가 그를 막을 운명이라고 경고한다. 카이는 훔친 기를 사용하여 필멸계로 돌아오고, 자신이 역사에서 잊혀졌음을 알고 격분한다.
한편, 시푸 대사부는 가르치는 일에서 은퇴를 선언하고 포를 자신의 후계자로 지명하지만, 무적 5인방을 가르치려는 포의 첫 시도는 실패한다. 재난을 예측한 시푸는 포에게 자신처럼 가르치라고 조언한다. 낙담한 포는 집으로 돌아오고, 그곳에서 아들이 살아있다는 우주로부터 메시지를 받은 리 샨이라는 팬더를 만난다. 둘은 리가 포의 친아버지임을 즉시 깨닫고 즉시 유대감을 형성하며, 포의 양아버지인 핑 씨는 실망하고 질투한다.
리를 시푸와 무적 5인방에게 소개한 후, 포와 5인방은 카이의 비취 좀비들(기가 훔쳐진 쿵푸 대사부들의 복제품)로부터 평화의 계곡을 방어한다. 이들은 카이와 우그웨이가 한때 전우였으며, 카이가 전투에서 부상을 입은 우그웨이를 비밀 팬더 마을로 데려가 그의 생명을 구했다는 것을 알게 된다. 팬더들은 우그웨이에게 기를 주는 법을 가르쳤지만, 카이는 자신의 이득을 위해 다른 사람들에게서 기를 취하는 법을 배웠고, 결국 우그웨이는 그를 정신계로 추방했다. 리는 카이를 물리칠 수 있도록 포를 마을로 데려가 기를 배우게 해주겠다고 제안하고, 시푸와 5인방은 계곡을 보호할 준비를 한다. 핑 씨는 리를 질투하여 포와 함께 여행한다. 마을에서 리는 포에게 팬더처럼 사는 법을 배우면 기를 가르쳐주겠다고 말한다.
우그웨이의 유산을 지우려는 카이는 비취 궁전을 파괴하고 시푸와 대부분의 5인방을 포함한 모든 살아있는 쿵푸 대사부들의 기를 훔쳐 그들을 비취 좀비로 만든다. 타이그리스는 탈출하여 포를 찾아내고 무슨 일이 일어났는지 말해준다. 포가 리에게 즉시 기를 사용하는 방법을 가르쳐달라고 요구하자, 리는 포를 다시 잃을까 두려워 기를 아는 척 거짓말을 했다고 고백한다. 리의 거짓말에 상처받은 포는 리를 부정하고 카이를 물리치기 위해 혼자 훈련한다. 핑 씨는 리에게 동정심을 느끼고 포가 리를 용서할 것이라고 확신시켜 준다. 훈련하는 동안 포는 카이에게 충분히 가까이 다가가 무협 오지 강탈술을 사용하여 그를 정신계로 돌려보낼 계획을 세운다. 리, 핑 씨, 그리고 팬더들은 카이를 함께 물리칠 수 있도록 포에게 쿵푸를 가르쳐달라고 요청한다. 이전에 가르치려다가 실패했던 이유를 깨달은 포는 그들에게 자신의 쿵푸를 모방하지 말고, 일상 활동을 쿵푸 기술로 사용하도록 훈련시킨다. 훈련 시간 사이에 포와 리는 화해한다.
카이가 비취 좀비들과 함께 도착하여 마을을 공격한다. 포의 학생들은 그들과 싸우며, 포가 카이에게 무협 오지 강탈술을 사용할 수 있을 만큼 충분히 카이의 주의를 분산시킨다. 그러나 카이는 이 기술이 자신과 같은 정신 전사에게는 통하지 않고 필멸자에게만 통한다고 밝히며 포를 제압한다. 다른 사람들을 구하기 위해 포는 시푸의 속임수를 사용하여 카이를 붙잡고 자신에게 무협 오지 강탈술을 사용하여 둘 모두를 정신계로 추방한다. 격분한 카이는 포를 맹렬히 공격하고 그의 기를 훔쳐 그를 비취 좀비로 만들기 시작한다. 필멸계에서 리는 다른 사람들을 이끌고 정신계의 포에게 기를 보내 그를 회복시키고 그의 기를 강화시킨다. 그들이 싸우는 동안, 포는 과도한 기로 카이를 과부하시키고, 쿵푸 대사부들을 원래대로 되돌리고 그들의 기를 회복시킨다.
포는 우그웨이를 만나고, 우그웨이는 자신이 리에게 포의 위치를 알려주었으며, 팬더로서 쿵푸와 기 모두의 대가가 될 잠재력이 있었기 때문에 포를 용의 전사로 선택했다고 설명한다. 우그웨이는 포를 자랑스럽게 자신의 후계자로 지명하고 자신의 신비로운 지팡이를 건네며, 포는 이를 사용하여 필멸계로 돌아온다. 다른 사람들과 아버지들과 행복하게 재회한 후, 포는 복원된 비취 궁전에서 새로운 역할을 맡아 팬더들과 계곡 주민들에게 쿵푸와 기를 훈련시킨다.

## 등장인물
- 잭 블랙: 포 역
- 안젤리나 졸리: 타이그리스 역
- 더스틴 호프먼: 시푸 사부 역
- 루시 류: 바이퍼 역
- 세스 로건: 맨티스 역
- 성룡: 몽키 역
- 데이비드 크로스: 크레인 역
- 리벨 윌슨: 마스터 닭 역
- 장클로드 반 담 - 마스터 크록 역
- 마스 미켈센:
- 브라이언 크랜스턴: 마스터 베어
- 랜들 덕 김 - 거북이, 우그웨이 대사부 역-한국계 배우

## 등장인물 (한국어 더빙)
- 엄상현 - 포 역
- 임채헌 - 리(포의 친아버지) 역
- 소연 - 타이그리스 역
- 김기현 - 시푸 사부 역
- 민응식 - 카이 역
- 양정화 - 바이퍼 역
- 방성준 - 맨티스 역
- 하성용 - 몽키 역
- 전광주 - 크레인 역
- 기영도 - 핑(포의 양아버지) 역
- 정기항 - 우그웨이 대사부 역
- 김하영 - 메이메이 역
- 김정은 - 마스터 악어 역
- 권창욱 - 마스터 베어 역
- 소정환 - 마스터 닭 역
- 사문영
- 이재현
- 류승곤
- 최낙윤
- 이현
- 신범식
- 정윤혁
- 최보배
- 연지원
- 안소영
- 최은후
- 송지우
- 김수현

## 같이 보기
- 쿵푸 팬더
- 쿵푸 팬더 2